# Concerto grosso fatto per la notte di Natale
Il Concerto grosso in sol minore, op. 6, n. 8 (fatto per la notte di Natale) è l'ottavo dei 12 concerti grossi composti da Arcangelo Corelli e pubblicati postumi, nel 1714, come op. 6.
Fu  composto nell'ultimo decennio del XVII secolo ed eseguito in occasione della tradizionale cantata della notte di Natale nel Palazzo Apostolico Vaticano alla presenza del pontefice,  nel 1690.

## Stile
Il Concerto fatto per la notte di Natale è l'ottavo e ultimo della raccolta nello stile da chiesa ed è strutturato in sei movimenti:
- Grave - Vivace
- Allegro
- Adagio - Allegro - Adagio
- Vivace
- Allegro
- Pastorale. Largo

L'ultimo movimento presenta una caratteristica Pastorale, genere più comunemente praticato all'organo, che evoca idealmente i suoni dei pastori al presepio. Essa è caratterizzata dal tipico andamento in terzine in tempo 12/8 e da momentanee oscillazioni tra tonalità maggiore e minore, che conferiscono al brano il colore di una ricercata rusticità.
L'organico è quello tipico dei concerti grossi corelliani, in cui è previsto un concertino formato da due violini e violoncello, e un "concerto grosso" a quattro parti (due violini, viola e basso continuo) che possono essere raddoppiati ad libitum a seconda delle circostanze.
Questo concerto, e in genere tutta la produzione di Corelli, influenzerà tutta la musica europea del Settecento e soprattutto Antonio Vivaldi e Georg Friedrich Händel che a loro volta saranno punti di riferimento per i compositori classici e per le scuole italiane, francesi e tedesche a seguire.